# Avenida Miguel Grau (Barranco)
La avenida Almirante Miguel Grau es una avenida del distrito de Barranco, en la ciudad de Lima, capital del Perú. Se extiende de sur a norte, a lo largo de 16 cuadras. Su trazo es continuado al norte por la avenida Reducto, en el distrito de Miraflores.

## Recorrido
Es una avenida de carácter residencial y comercial. Se inicia en la calle Corpancho, en la confluencia de las avenidas Francisco Bolognesi y Escuela Militar. Al final de la cuadra 2 se ubica el Parque Municipal y diversos locales como restaurantes, bares cuya mayor afluencia se da los fines de semana en el horario nocturno. En la cuadra 4 se ubica la casa Rosell-Rios, construida a inicios del siglo XX y declarado como monumento histórico en 1972. 
En la cuadra 5 se ubicaba el mercado municipal del distrito y que actualmente es un local de supermercados Metro. La cuadra 6 se caracteriza por su carácter comercial y allí se ubica el Colegio Los Reyes Rojos. Entre las cuadras 7 y 8 se ubica el Paseo Saenz Peña. La cuadra 9, que tiene carácter residencial comercial es la última en la que se recorre de sur a norte ya que en la siguiente cuadra (10) ya cuenta con una berma central que divide en dos sentidos. En las últimas cuadras, que van de la 12 a la 16 se ubican la Parroquia Sagrado Corazón de Jesús, el Parque de la Familia, el Estadio Municipal Luis Galvez Chipoco y el Museo de Arte Contemporáneo. La avenida finaliza en el puente sobre la quebrada de Armendáriz. Su trazo es continuado por la avenida Reducto, en el distrito de Miraflores.